# Junko Sawamatsu
Junko Sawamatsu, född 10 april 1948, Nishinomiya, Japan är en japansk tidigare professionell tennisspelare, äldre syster till tennisspelaren Kazuko Sawamatsu och mor till tennisspelaren Naoko Sawamatsu.
Junko var tillsammans med sin syster Kazuko de första kvinnlia japanska professionella tennisspelarna. De spelade bland annat dubbel tillsammans i det japanska Fed Cup-laget 1970.
Junko hade som professionell tennisspelare måttlig framgång. Som bäst nådde hon kvartsfinal i Grand Slam-turneringen Australiska öppna 1973.